# Travelmarket
Travelmarket er en prisportal, der sammenligner priser på charterrejser og flybilletter. Som prisportal sælger Travelmarket ikke selv rejser, men sammenligner priser fra forskellige rejseselskaber. Brugere klikker sig videre til rejseselskabernes websider, hvor selve bookingen og betalingen gennemføres. Travelmarket driver endvidere en rejseblog med rejsetips og rejseinspiration . 

## Dansk Flyprisindex
Travelmarket driver endvidere Dansk Flyprisindex, der er et prisindeks, der siden 2009 har fulgt flypriser til 10 europæiske og oversøiske rejsemål. I indekset kan man finde priser på flybilletter til 20 forskellige destinationer med afrejse fra de største danske lufthavne og fra Hamborg.
Flyprisindekset udkommer månedligt, og afspejler udviklingen i billetpriserne. Udviklingen i flypriserne opgøres i index-tal, som viser op-eller nedadgående tendenser.

## Nøglepersoner i Travelmarket
- Chief Executive Officer: Ole Stouby[4]

- Chief Marketing Officer: Kasper Engelheim Hove[5]

- Head of Development: Thomas Brixen[6]

- Search & Content Strategist: Kenneth Karl Nielsen[7]

## Historie
Travelmarket.dk blev grundlagt af Ole Stouby i 1996.
Travelmarket blev noteret på Nasdaq First North den 13. december 2007 , og blev afnoteret igen den 3. juli 2015 .
I oktober 2018 blev Travelmarkets flysøgemaskine anbefalet af Forbrugerrådet Tænk, og flysøgemaskinen kåret som den næstbedste i Danmark .